# جون هوبكنسون
جون هوبكنسون (بالإنجليزية: John Hopkinson)‏ (و. 1849 – 1898 م) هو فيزيائي، ومهندس، وعالم من المملكة المتحدة . ولد في مانشستر . وكان عضواً في الجمعية الملكية .
توفي في سويسرا، عن عمر يناهز 49 عاماً.

## التعليم
تعلم في جامعة لندن، وكلية الثالوث، كامبريدج

## مناصب وهيئات
أدار كلية كينجز لندن.

## جوائز
حصل على جوائز منها:
- زمالة الجمعية الملكية
- قلادة ملكية.

## روابط خارجية
- جون هوبكنسون على موقع الموسوعة البريطانية (الإنجليزية)
- جون هوبكنسون على موقع إن إن دي بي (الإنجليزية)